# ヒルギ科

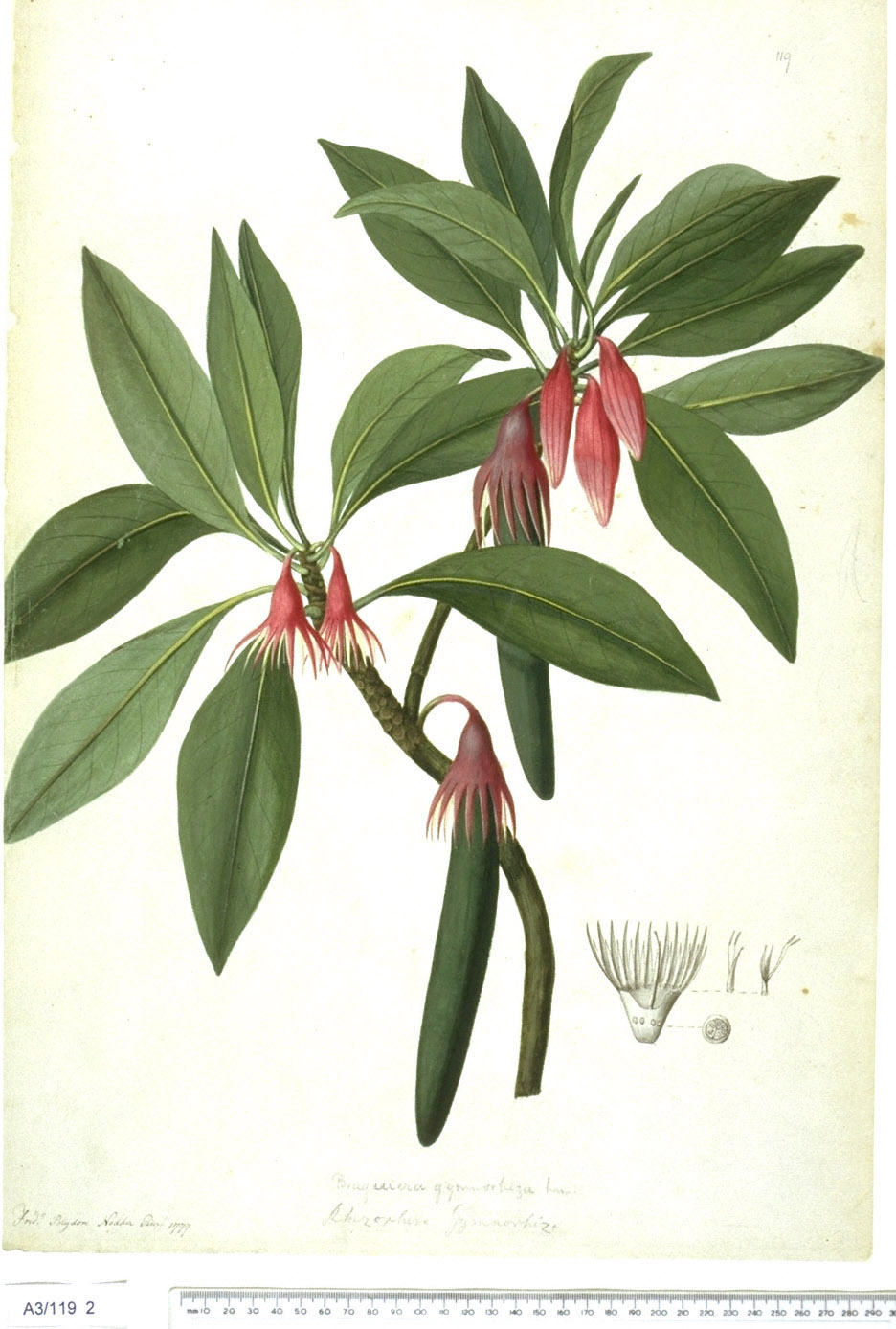
オヒルギ。細長い棒状のものが胎生種子

ヒルギ科（ヒルギか、Rhizophoraceae）は、双子葉植物の科である。熱帯から亜熱帯に分布する16属120種ほどの常緑木本からなる。

## 分類
クロンキスト体系では単独でヒルギ目（Rhizophorales）とする。APG植物分類体系ではキントラノオ目（Malpighiales）に入れており、コカノキ科に近縁で、これをヒルギ科に含めることも認められている。

## 特徴
ヒルギ科の植物は、対生または輪生で、蜜腺と通常は5枚の花弁を持つ虫媒花あるいは鳥媒花をつける。多くは雌雄同株で、まれに雌雄異株である。
マングローブを構成する樹種が多く、これらは種子が樹上で発芽する（胎生種子）という特殊な性質がある。しかしピラーウッドなど陸上で生育する種も多く、これらは胎生種子をつけない。

## 属と分布
世界では旧世界を中心に16属が分布しており、このうち日本では九州南部以南にオヒルギ、メヒルギ、ヤエヤマヒルギの3属3種が自然分布する。
- Anopyxis
- Blepharistemma
- Bruguiera オヒルギ属 - オヒルギ
- Carallia
- Cassipourea カッシポウレア属 - ピラーウッド（C. malosana (Baker) Alston）
- Ceriops
- Comiphyton
- Crossostylis
- Dactylopetalum
- Gynotroches
- Kandelia メヒルギ属 - メヒルギ
- Macarisia
- Pellacalyx
- Rhizophora ヤエヤマヒルギ属 - ヤエヤマヒルギ
- Sterigmapetalum
- Weihea

## 利用
いくつかの種が水面下での工事やくい打ちに使用する木材となる。樹皮からタンニンを精製する。